# Gordon Milne
Gordon Milne (Preston, 29 maart 1937) is een Engels voormalig voetbalspeler- en trainer. Hij speelde in de jaren 60 voor het Liverpool van Bill Shankly en was in de jaren 90 zeer succesvol als trainer van Beşiktaş JK. Tussen 1963 en 1964 kwam hij tot veertien wedstrijden in het Engels voetbalelftal.

## Clubcarrière
Milne kwam via Morecambe en Preston North End in augustus 1960 bij Liverpool terecht, waar hij een van de eerste aanwinsten van trainer Bill Shankly was. De club betaalde £16.000,- voor de middenvelder. Liverpool, dat tegenwoordig een grote Europese topclub is, speelde destijds op het tweede niveau, in de Football League Second Division. Milne maakte zijn debuut voor de club op 31 augustus 1960 in een met 1-0 verloren wedstrijd tegen Southampton. Een maand later was hij voor het eerst trefzeker namens Liverpool, toen Newcastle United op St James' Park met 2-1 werd verslagen. Milne groeide uit tot een vaste waarde op het middenveld van Liverpool en promoveerde in 1962 met de ploeg naar het hoogste niveau, na het kampioenschap in de Second Division. Hij zou met Liverpool uiteindelijk meerdere prijzen winnen. In de seizoenen 1963/64 en 1965/66 werd het landskampioenschap behaald en in 1964, 1965 en 1966 won Liverpool de FA Charity Shield. Milne stond ook op het veld toen Liverpool in augustus 1964 haar allereerste Europese wedstrijd speelde, in IJsland tegen KR Reykjavík (5-0 winst). Twee jaar later verloor hij met Liverpool de finale van de Europacup II van Borussia Dortmund.
Ondanks dat hij een vaste waarde was, werd de 30-jarige Milne in 1967 verkocht aan Blackpool, dat een niveau lager uitkwam. Drie jaar later ging hij als speler/coach aan de slag bij amateurploeg Wigan Athletic. Hier speelde hij nog 73 wedstrijden, alvorens hij in 1972 zijn spelersloopbaan beëindigde.

## Nationale ploeg
Milne speelde tussen 1963 en 1964 veertien wedstrijden voor het Engels voetbalelftal, dat onder leiding stond van bondscoach Alf Ramsey. Hij werd echter niet opgenomen in de selectie van Engeland voor het WK 1966, waarop het land wereldkampioen werd.

## Trainersloopbaan
Milne begon zijn trainersloopbaan in 1970, als speler/trainer bij Wigan Athletic. Met de ploeg won hij in 1971 de Northern Premier League. Na werkzaam te zijn geweest bij Coventry City en Leicester City, waagde Milne zich in 1987 aan een buitenlands avontuur. Hij tekende bij het Turkse Beşiktaş JK. Onder zijn leiding ging Beşiktaş het Turkse voetbal domineren en pakte het drie landstitels achter elkaar. Daarnaast won het in 1989, 1990 en 1994 ook nog eens de Turkse voetbalbeker. In 1994 trok hij naar Nagoya Grampus (Japan), maar dit was geen succes. In de 42 wedstrijden onder zijn leiding won de ploeg slechts 14 keer. Milne besloot terug te keren naar Turkije, waar hij nog werkzaam was voor Bursaspor en Trabzonspor. Hij was nadien actief als voetbaldirecteur bij Newcastle United (1999-2004) en bij Beşiktaş (2006-2007).

## Erelijst

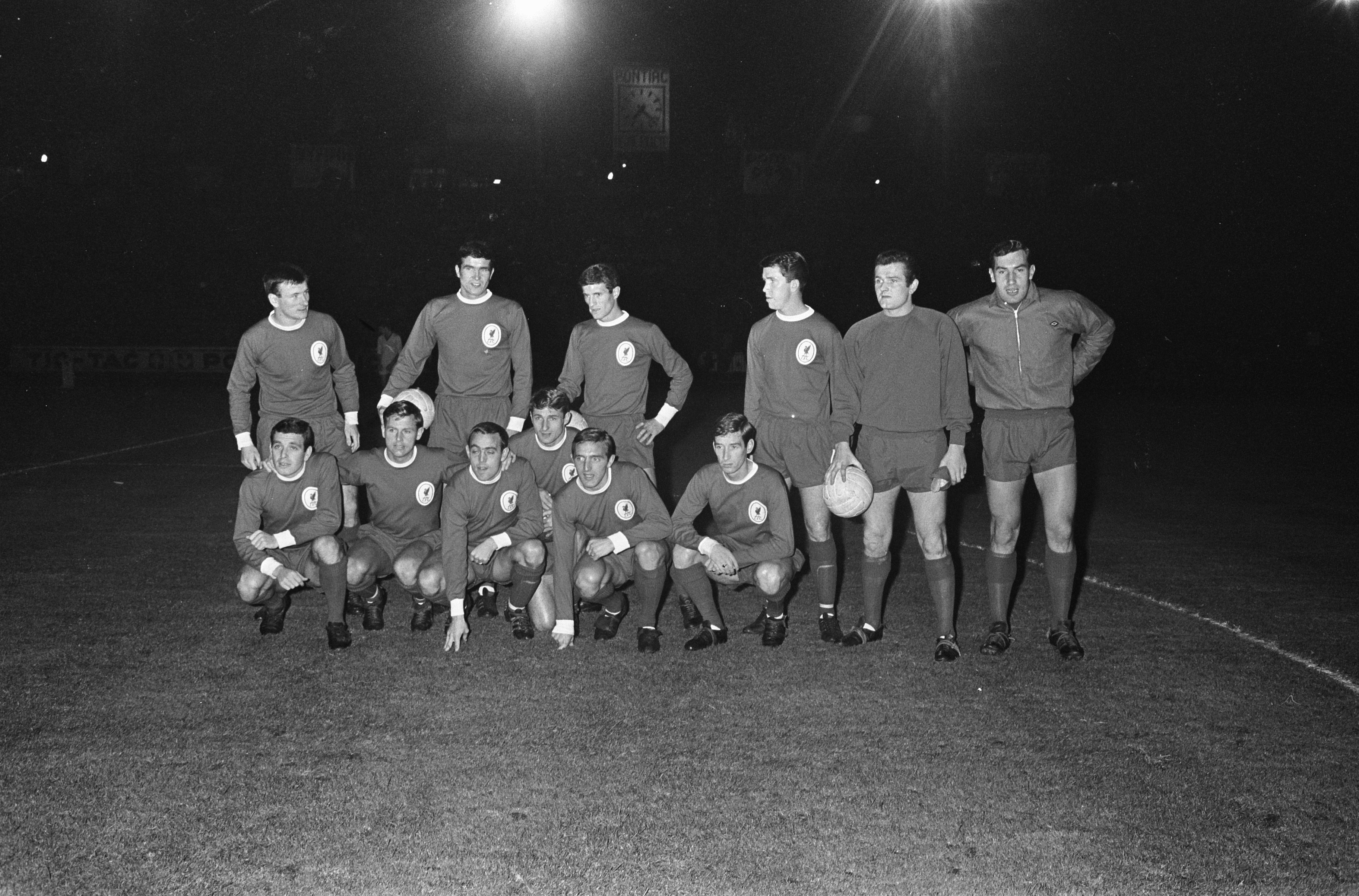
Milne (onder, tweede van links) werd met Liverpool tweemaal Engels landskampioen.

### Als speler
Liverpool
- Football League First Division (2): 1963/64, 1965/66
- Football League Second Division (1): 1961/62
- FA Charity Shield (3): 1964 (gedeeld), 1965 (gedeeld), 1966

### Als trainer
Wigan Athletic
- Northern Premier League (1): 1970/71
- Northern Premier League Challenge Cup (1): 1971/72

Engeland onder 18
- Europees kampioenschap (2): 1972, 1973

Beşiktaş
- Süper Lig (3): 1989/90, 1990/91, 1991/92
- Turkse voetbalbeker (3): 1989, 1990, 1994
- Turkse supercup (2): 1989, 1992